# Serra de Cuberes
La serra de Cuberes és una serra termenal entre les dues comarques pallareses, pertanyent als termes de Conca de Dalt, del Pallars Jussà, dins de l'antic terme d'Hortoneda de la Conca, i de Baix Pallars, del Pallars Sobirà, dins de l'antic terme de Baén.
Es tracta d'un dels contraforts septentrional de la Serra de Boumort, tot i que de lluny, a través de la carena del Roc dels Quatre Alcaldes.
Forma part de la Reserva Nacional de Caça de Boumort i com a tal té una gran riquesa faunística d'herbívors (cérvols, isards, cabirols, daines...), carnívors (guineu, teixó, marta, mustela...) i d'ocells (voltors, falcons pelegrins, àligues daurades, trencalossos...). Està situada prop del límit nord de la Reserva.